# Get Lucky (Lied)
Get Lucky ist ein Lied der französischen House-Formation Daft Punk, des Gitarristen Nile Rodgers und des Sängers Pharrell Williams.

## Entstehungsgeschichte
Die Entstehung des Liedes benötigte 18 Monate. Thomas Bangalter und Guy-Manuel de Homem-Christo begannen mit der Entwicklung einer Akkordfolge und eines Orgelmotivs. Sie beauftragten den Jazzschlagzeuger Omar Hakim und den Jazzbassisten Nathan East mit der Aufnahme der Rhythmusgruppe. Anschließend spielte Nile Rodgers in den Lady Land Studios in Manhattan den Gitarrenpart ein. Pharrell Williams reiste nach Paris, um eine Melodie zu entwickeln und seinen Gesang aufzunehmen.
Statt mit einer Internetkampagne wurde die Single mit Werbetafeln angekündigt. Es folgten Ausschnitte in der Fernsehshow Saturday Night Live und schließlich eine Videobotschaft beim Coachella-Festival.

## Kritiken
Pitchfork-Redakteur Andy Beta wertet mit „Best New Track“ und schreibt die Eleganz des Liedes Nile Rodgers zu. Rodgers lebhaftes und zeitloses Gitarrenriff ahme die unruhigen Linien nach, mit denen er 1979 zu We Are Family von Sister Sledge beigetragen habe.
Barry Lenser kritisierte für Popmatters.com den mitunter stumpfen und klobigen Gesang von Williams in den Strophen, obwohl er beim Refrain glänze. Daft Punk kompensierten dies mit kräftigen von einem Vocoder verfremdeten Stimmen, um jeden daran zu erinnern, wer die Show mache.
Die Redaktion des E-Zines Laut.de kürte das Lied zum besten Song des Jahres und schrieb:

„Daft Punk hatten die glorreiche Idee, ihren Robotern Funk-Schritte beizubringen und holten sich hierfür Nile Rodgers ins Boot. Jenen Nile, der Gitarrengott Johnny Marr einst Pate bei der Namensfindung seines Sohnes stand. So viel zu den mannigfaltigen Einflüssen der legendären Rodgers-Gitarre. Dass Pharrell dann noch eine unumstößliche Hit-Melodie anfügte, machte das Ding richtig rund. Lose yourself to dance, everybody“

Auch in der Jahres-Hitliste des New Musical Express belegte Get Lucky den ersten Platz.
Chilly Gonzales erklärt in der West ART Meisterklasse den Smash Hit.

## Bearbeitungen
Der Song wurde schon kurze Zeit nach seiner Veröffentlichung vielfach von anderen Künstlern bearbeitet und als Remix oder Coverversion neu interpretiert. Der Mediendienst Meedia schrieb Ende Juni 2013, dass sich „über eine Million Einträge zu Cover-Versionen von ‚Get Lucky‘ auf YouTube“ fänden. Auf besondere Resonanz stießen darunter vor allem drei Bearbeitungen: Zum einen eine aus Reden von US-Präsident Barack Obama zusammengesetzte Version im YouTube-Kanal baracksdubs, die innerhalb weniger Tage mehrere Millionen Mal angesehen und von großen Onlinemedien verlinkt und beschrieben wurde. Zum anderen ein „Evolution of Get Lucky“ betiteltes Video von PV Nova, in dem der Song in chronologischer Abfolge im Stil der einzelnen Jahrzehnte seit 1920 gespielt wird. Questlove und Captain Kirk Douglas von The Roots coverten das Stück in der Sendung Late Night with Jimmy Fallon im Stil von Simon & Garfunkel, wobei sie es mit einem Zitat aus The Boxer beendeten. Auch George Barnett erzielte mit seiner Neuinterpretation des Titels binnen kürzester Zeit mehrere Millionen Klicks auf Youtube. Die österreichische Band Russkaja coverte Get Lucky zudem auf ihrer EP Barada und veröffentlichte ein kurzes Video hierzu auf YouTube. Das argentinische Comedy-Duo „Dame Guita“ mit dem Titel „Despiertos para ponerla“ (wörtlich: „Die aufgestanden sind, um sich zu setzen“). Nach Auskunft der Interpreten entstand die Version im Spaß bei einer typischen argentinischen Guitarrera (Gitarren-Jam-Session) auf der Feier eines Freundes als Adaption auf den argentinischen Folklore-Stil „Chacarera“. Es folgte die Idee, hierzu ein Video zu machen, bei dem Daft Punk in ihren charakteristischen Robotermasken in der argentinischen Pampa auf zwei Gauchos treffen, sich näher kennenlernen und schließlich Freunde werden. Das (wie die argentinische Version des Textes) im satirischen Stil gehaltene Video ist gespickt mit zahlreichen Klischees über die argentinischen Gauchos, zeigt aber auch eindrücklich die Selbstironie, die Gastfreundschaft und den besonderen Witz der Argentinier.

## Kommerzieller Erfolg

### Chartplatzierungen
Im Mai 2013 erreichte Get Lucky Platz eins in den deutschen Charts. In den deutschen Airplaycharts erreichte die Single ebenfalls die Spitzenposition. Der Song erreichte in zahlreichen weiteren Ländern die Spitzenposition in den Singlecharts, unter anderem in Australien, Belgien, Dänemark, Estland, Frankreich, Griechenland, Italien, Irland, Island, Israel, Luxemburg, Portugal, Schottland, Spanien und Ungarn.
Außerdem stand das Lied 13 Wochen an der Spitze der US-Dancecharts, was zu diesem Zeitpunkt einen neuen Rekord bedeutete. Allerdings musste Get Lucky bereits zum Jahresende die Bestmarke wieder abgeben, als Wake Me Up von Avicii die Zahl übertraf und es sogar auf 26 Nummer-eins-Wochen brachte.
| ChartsChartplatzierungen       | Höchstplatzierung | Wochen |
| ------------------------------ | ----------------- | ------ |
| Deutschland (GfK)              | 1 (58 Wo.)        | 58     |
| Frankreich (SNEP)              | 1 (151 Wo.)       | 151    |
| Österreich (Ö3)                | 1 (38 Wo.)        | 38     |
| Schweiz (IFPI)                 | 1 (68 Wo.)        | 68     |
| Vereinigte Staaten (Billboard) | 2 (28 Wo.)        | 28     |
| Vereinigtes Königreich (OCC)   | 1 (56 Wo.)        | 56     |

| ChartsJahrescharts (2013)      | Platzierung |
| ------------------------------ | ----------- |
| Deutschland (GfK)              | 4           |
| Frankreich (SNEP)              | 1           |
| Österreich (Ö3)                | 13          |
| Schweiz (IFPI)                 | 3           |
| Vereinigte Staaten (Billboard) | 14          |
| Vereinigtes Königreich (OCC)   | 2           |

| ChartsJahrescharts (2014) | Platzierung |
| ------------------------- | ----------- |
| Frankreich (SNEP)         | 28          |

| ChartsJahrescharts (2015) | Platzierung |
| ------------------------- | ----------- |
| Frankreich (SNEP)         | 149         |

| ChartsJahrescharts (2022) | Platzierung |
| ------------------------- | ----------- |
| Frankreich (SNEP)         | 198         |

| ChartsJahrescharts (2010–2019) | Platzierung |
| ------------------------------ | ----------- |
| Vereinigtes Königreich (OCC)   | 36          |

### Auszeichnungen für Musikverkäufe
Get Lucky wurde weltweit mit 2× Gold, 46× Platin und 5× Diamant ausgezeichnet. Damit wurden laut Auszeichnungen über 14,5 Millionen Einheiten der Single verkauft (inklusive Premium-Streaming).
| Land/Region                  | Auszeichnungen für Musikverkäufe (Land/Region, Auszeichnung, Verkäufe) | Verkäufe   |
| ---------------------------- | ---------------------------------------------------------------------- | ---------- |
| Australien (ARIA)            | 6× Platin                                                              | 420.000    |
| Belgien (BRMA)               | 2× Platin                                                              | 60.000     |
| Dänemark (IFPI)              | Platin                                                                 | 30.000     |
| Deutschland (BVMI)           | 5× Gold                                                                | 750.000    |
| Finnland (IFPI)              | Gold                                                                   | 53.429     |
| Frankreich (SNEP)            | Diamant                                                                | 423.700    |
| Italien (FIMI)               | 5× Platin                                                              | 150.000    |
| Kanada (MC)                  | Diamant                                                                | 800.000    |
| Mexiko (AMPROFON)            | 3× Diamant                                                             | 900.000    |
| Neuseeland (RMNZ)            | 5× Platin                                                              | 150.000    |
| Norwegen (IFPI)              | 2× Platin                                                              | 20.000     |
| Österreich (IFPI)            | Platin                                                                 | 30.000     |
| Portugal (AFP)               | 2× Platin                                                              | 20.000     |
| Schweden (IFPI)              | 2× Platin                                                              | 80.000     |
| Schweiz (IFPI)               | 3× Platin                                                              | 90.000     |
| Spanien (Promusicae)         | 3× Platin                                                              | 180.000    |
| Vereinigte Staaten (RIAA)    | 8× Platin                                                              | 8.000.000  |
| Vereinigtes Königreich (BPI) | 5× Platin                                                              | 3.000.000  |
| Insgesamt                    | 2× Gold · 47× Platin · 5× Diamant ·                                    | 15.157.129 |

Hauptartikel: Daft Punk/Auszeichnungen für Musikverkäufe